# HJK Helsinki (hokej na lodzie)

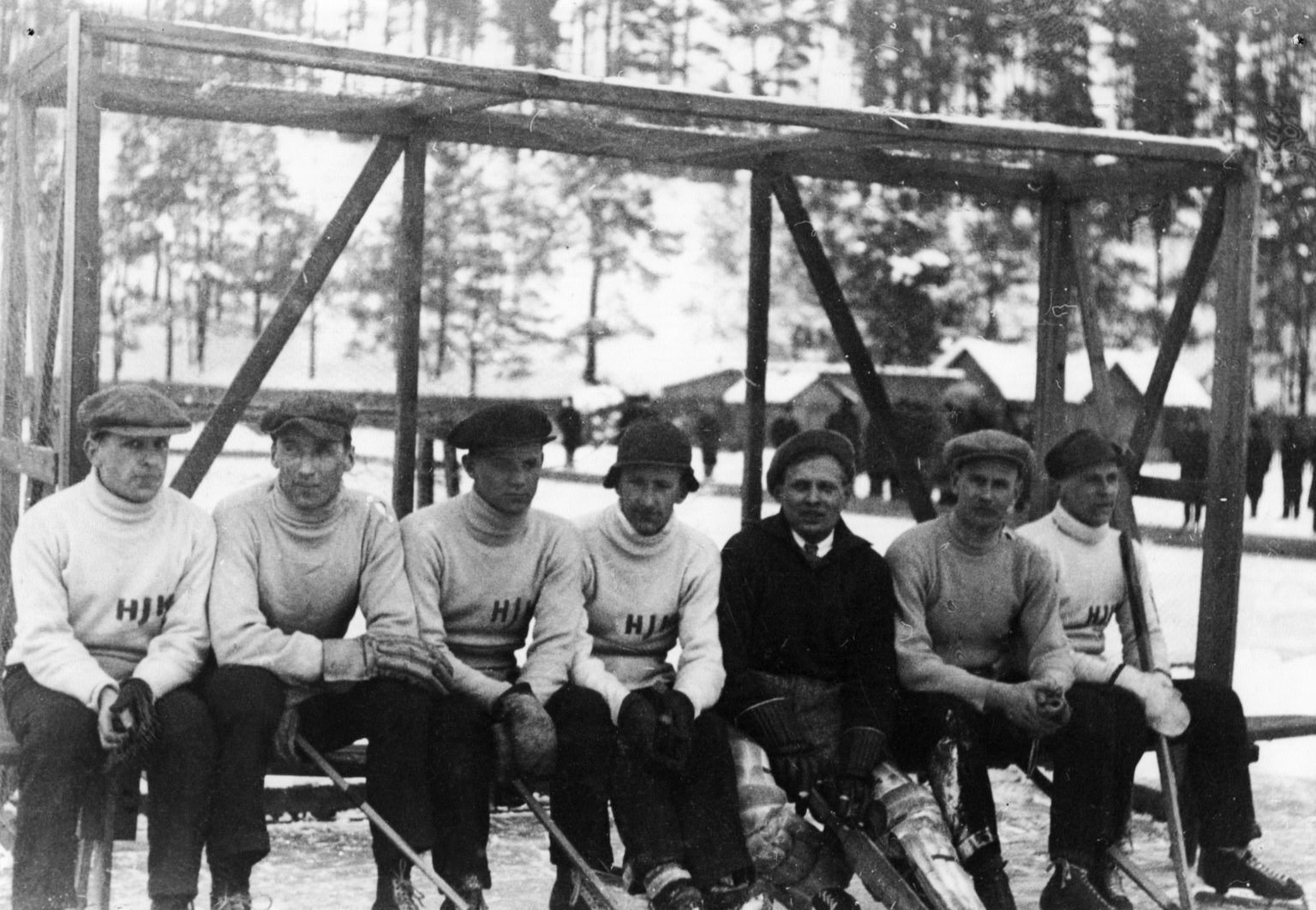

HJK Helsinki, właśc. Helsingin Jalkapalloklubi – fiński klub hokeja na lodzie z siedzibą w Helsinkach.
Po połączeniu z klubem Karhu-Kissat w 1972 powstał klub Helsingin Jääkiekkoklubi.

## Sukcesy
- Złoty medal mistrzostw Finlandii: 1929, 1932, 1935
- Srebrny medal mistrzostw Finlandii: 1931, 1933, 1938, 1939, 1941, 1972
- Brązowy medal mistrzostw Finlandii: 1936, 1937
- Puchar Finlandii: 1970